# Моторинвест
«Моторинвест» — работающее с 2014 года российское автосборочное предприятие в Липецкой области, импортер и дилер автомобилей китайской корпорации «Дунфэн», в частности, гибридов Voyah.
В 2014 году на предприятии велась сборка Great Wall Hover, в 2017—2019 гг. — кроссовера Changan CS35.
С 2022 года под маркой Evolute («Эволют») ведёт сборку электромобилей китайской компании Dongfeng.

## История

### 2014—2019
В 2010 году автодилером «Ирито», который с 2005 года был официальным дистрибьютором ряда китайских марок, было начато создание автосборочного предприятия «Моторинвест» в индустриальном парке «Рождество» на территории Краснинского района Липецкой области.
Строить завод начали в 2011 году, по проекту к 2020 году, общий объём инвестиций планировался в 11,5 млрд рублей, с созданием 3,5 тыс. рабочих мест, мощностью 100 тыс. автомобилей в год.
В 2014 году была запущена первая очередь завода стоимостью около миллиарда рублей — в марте 2014 года открыли цех окраски, осенью цех сварки, на предприятие приняли 280 работников.
Была начата сборка внедорожника Great Wall Hover, который до этого собирался на заводе в Гжеле, планировался перевод производства в Липецк, но пока на «Моторинвест» сборка велась «отвёрточная» — двадцать человек собирали в смену тридцать машин из комплектующих из Китая, лишь производя сборку, регулировку узлов, подготовку автомобилей к эксплуатации.
Однако, с введением в 2014 году утилизационного сбора, оказалась нерентабельной и была остановлена в декабре 2014 года.
В 2017—2019 гг. завод выпускал кроссоверы Changan CS35, с конвейера сошло менее четырёх тысяч машин.
С августа 2019 года предприятие было законсервировано.

## Марка Evolute

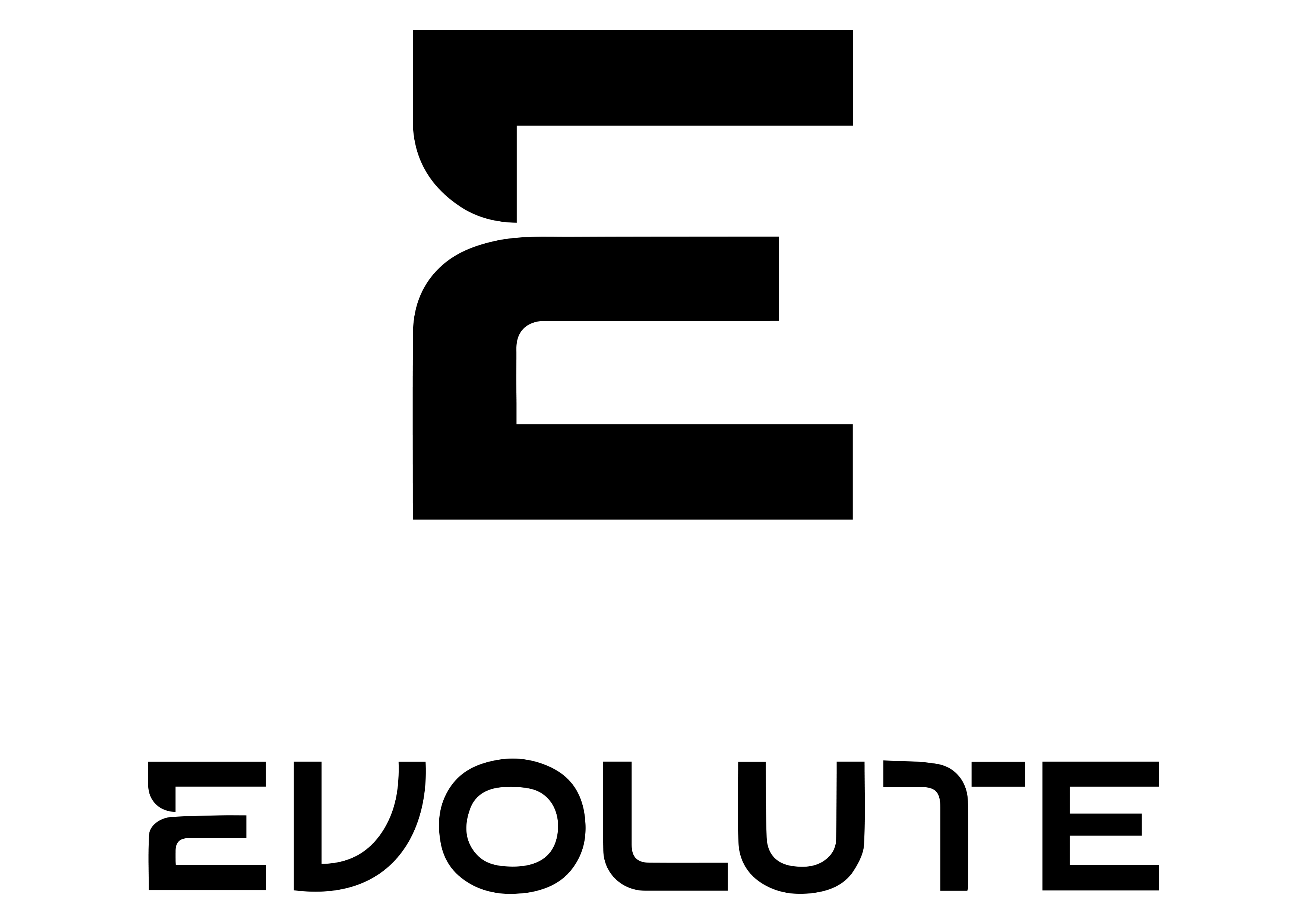
марка Evolute

В марте 2022 года «Моторинвест» подписал с Минпромторгом СПИК (специальный инвестиционный контракт) на выпуск электромобилей под маркой Evolute («Эволют»).
Заявлены будущие инвестиции в локализацию производства, создание 1900 рабочих мест, выпуск 10 тысяч автомобилей в год, и всего до 2033 года за время реализации проекта более 242 тысяч электромобилей.
В конце октября 2022 года начата сборка седана i-PRO, в ноябре 2022 года начата сборка кроссовера i-JOY.
Всего в 2022 году, с начала продаж в октябре, было продано 252 автомобиля, в том числе 179 экземпляров i-Pro и 73 единицы i-JOY.
Были озвучены планы в 2023 году собрать 6 тыс. автомобилей, в 2024 году — 12 тыс., в 2025-м — порядка 15—18 тыс. и в течение 5 лет выйти на 20 — 25 тыс..
В 2023 году реализовано 2020 электромобилей  под маркой Evolute. В 2024 году продано 1 226 единиц.
На лето 2024 года в России насчитывалось 50,6 тыс. электромобилей, из них марки Evolute — 2,9 тыс., что ставит её на пятое место марок электромобилей в России.
| Год  | Объём продаж |
| ---- | ------------ |
| 2022 | 252          |
| 2023 | 2020         |
| 2024 | 1226         |

## Модельный ряд
Ведётся сборка моделей китайской компании Dongfeng и её дочернего бренда Fengon и компании Sokon.

### Актуальные модели
Осенью 2022 года начата сборка двух моделей i-Pro и i-Joy, в декабре 2023 года — третьей модели i-Jet:
- Evolute i-Pro — седан — электроверсия E70 модели Dongfeng Aeolus A60.
- Evolute i-Joy — кроссовер — электромобиль Dongfeng Fengon E3.
- Evolute i-Jet — кроссовер дочерней компании Dongfeng Sokon Group, электромобиль Seres SF5.

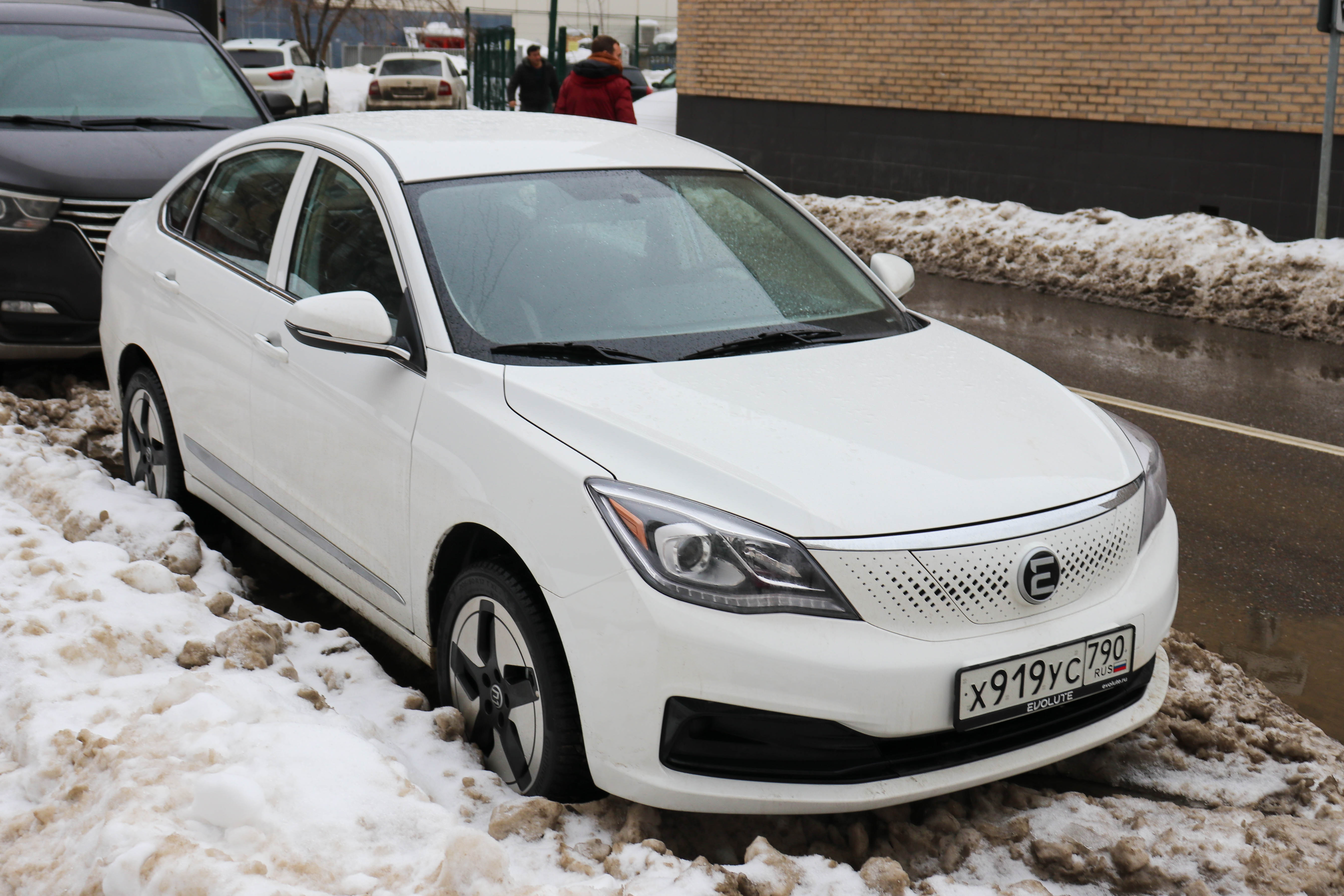
Evolute i-Pro — Dongfeng Aeolus A60
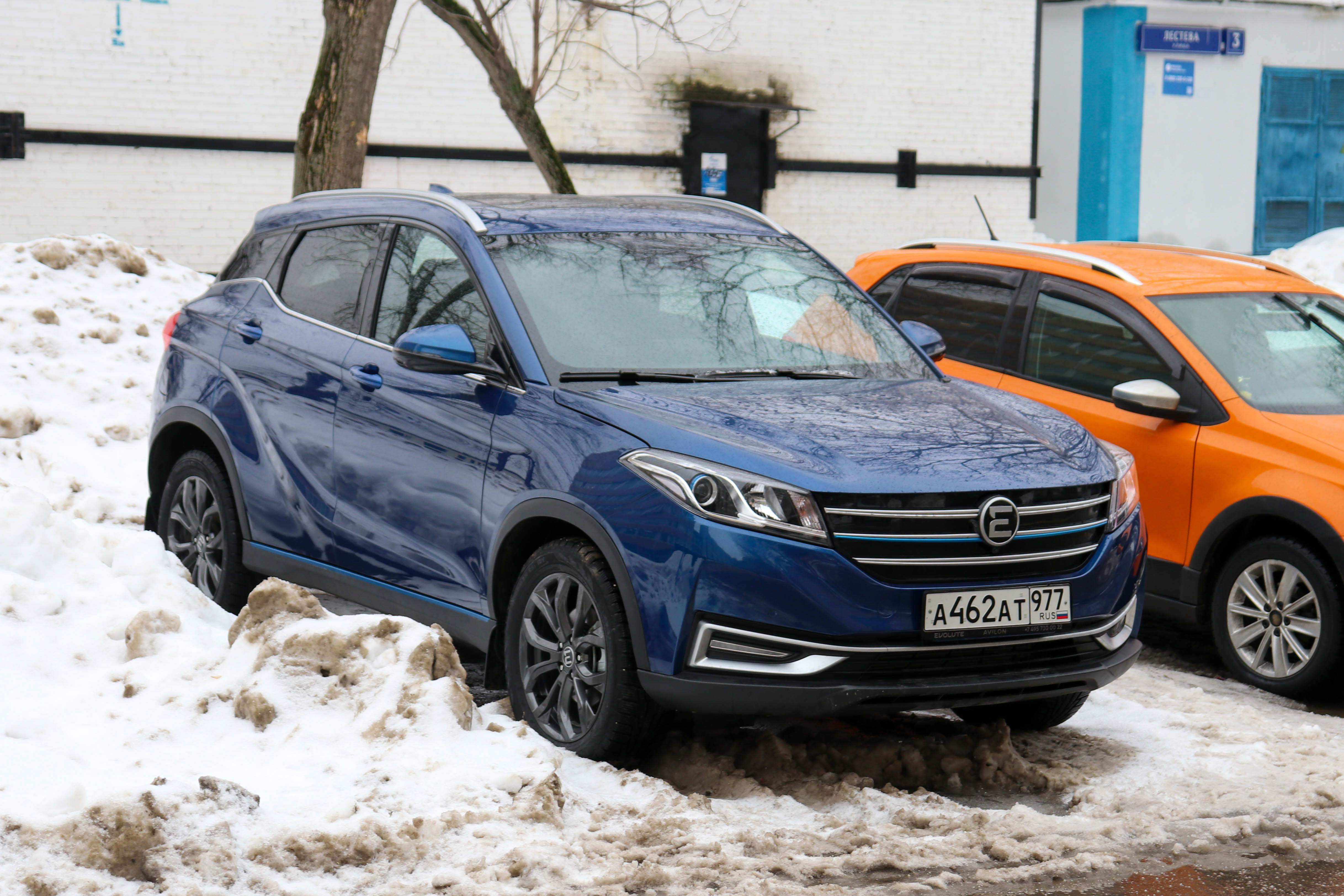
Evolute i-Joy — Dongfeng Fengon E3
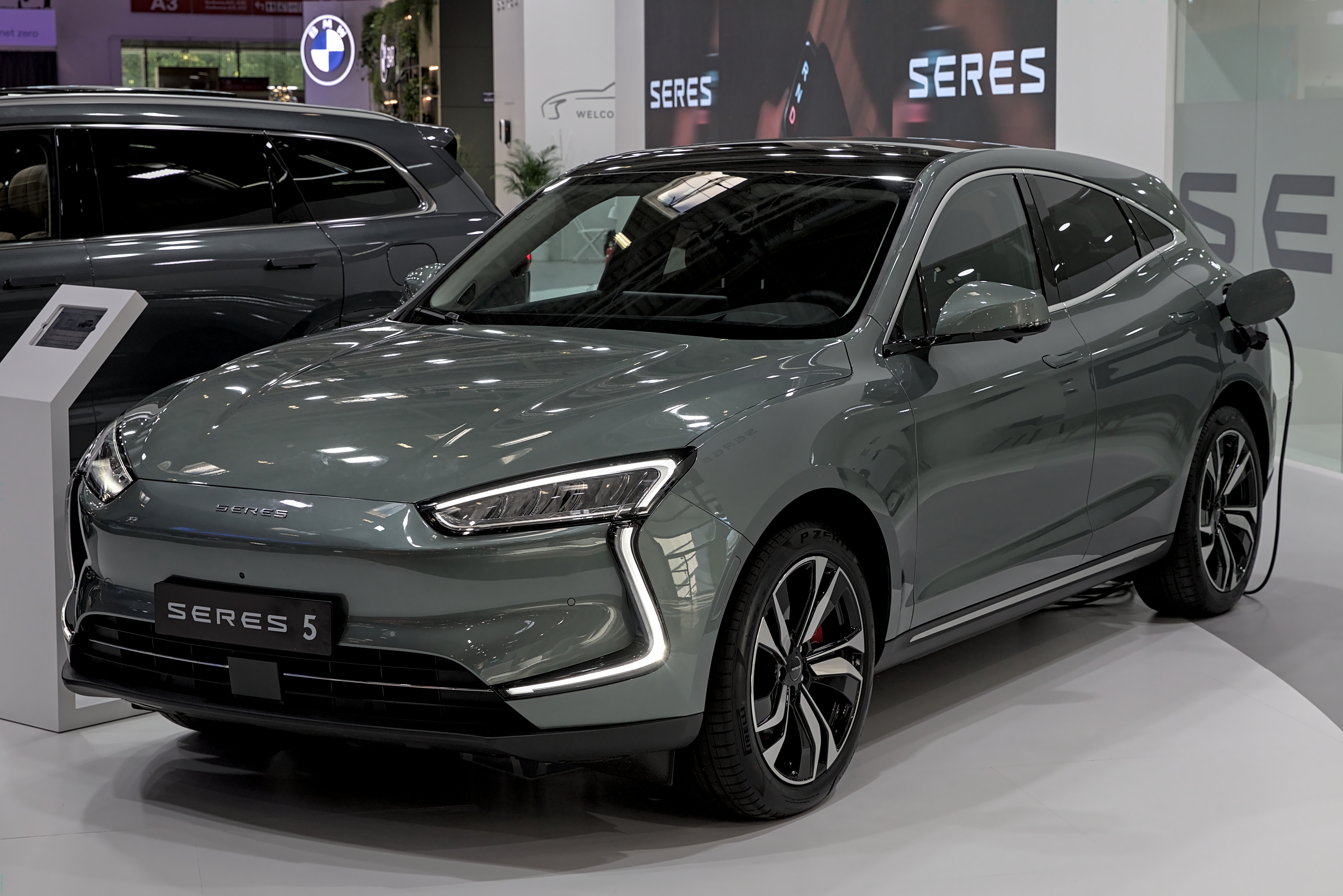
Evolute i-Jet — Seres SF5

### Планируемые модели
В 2023 году компания анонсировала планы по началу сборки кросс-купе i-Sky, минивэна i-Van. В декабре 2023 года был анонсированы планы выпуска модели i-Space, в январе 2024 года открыт предзаказ на модель:
- Evolute  i-Space — кроссовер — электроверсия Landian E5 модели Dongfeng 580
- Evolute i-Sky — кроссовер — электроверсия Forthing Thunder модели Forthing T5 EVO.
- Evolute i-Van — минивэн — Dongfeng Forthing Lingzhi M5.

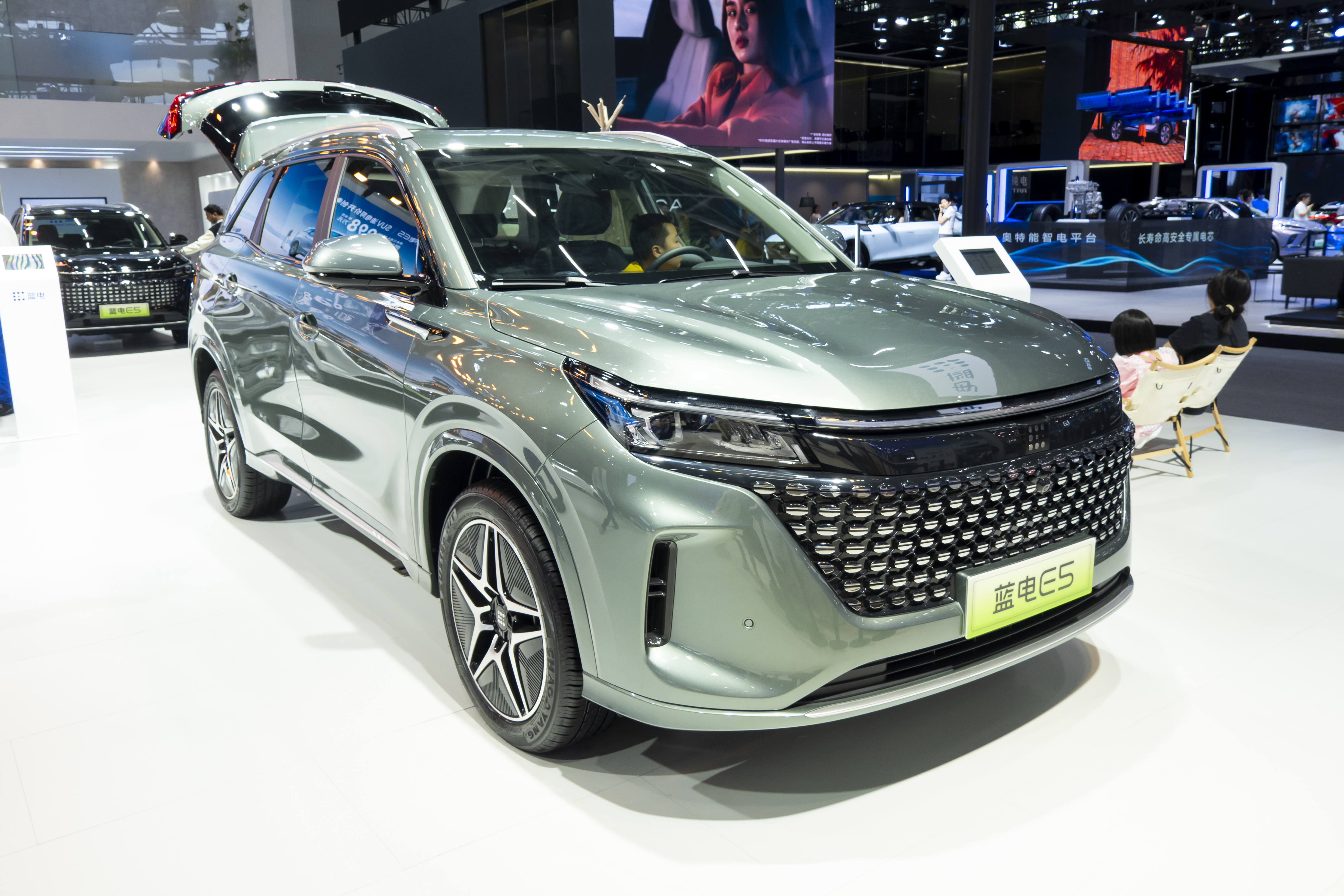
Evolute i-Space — Dongfeng 580
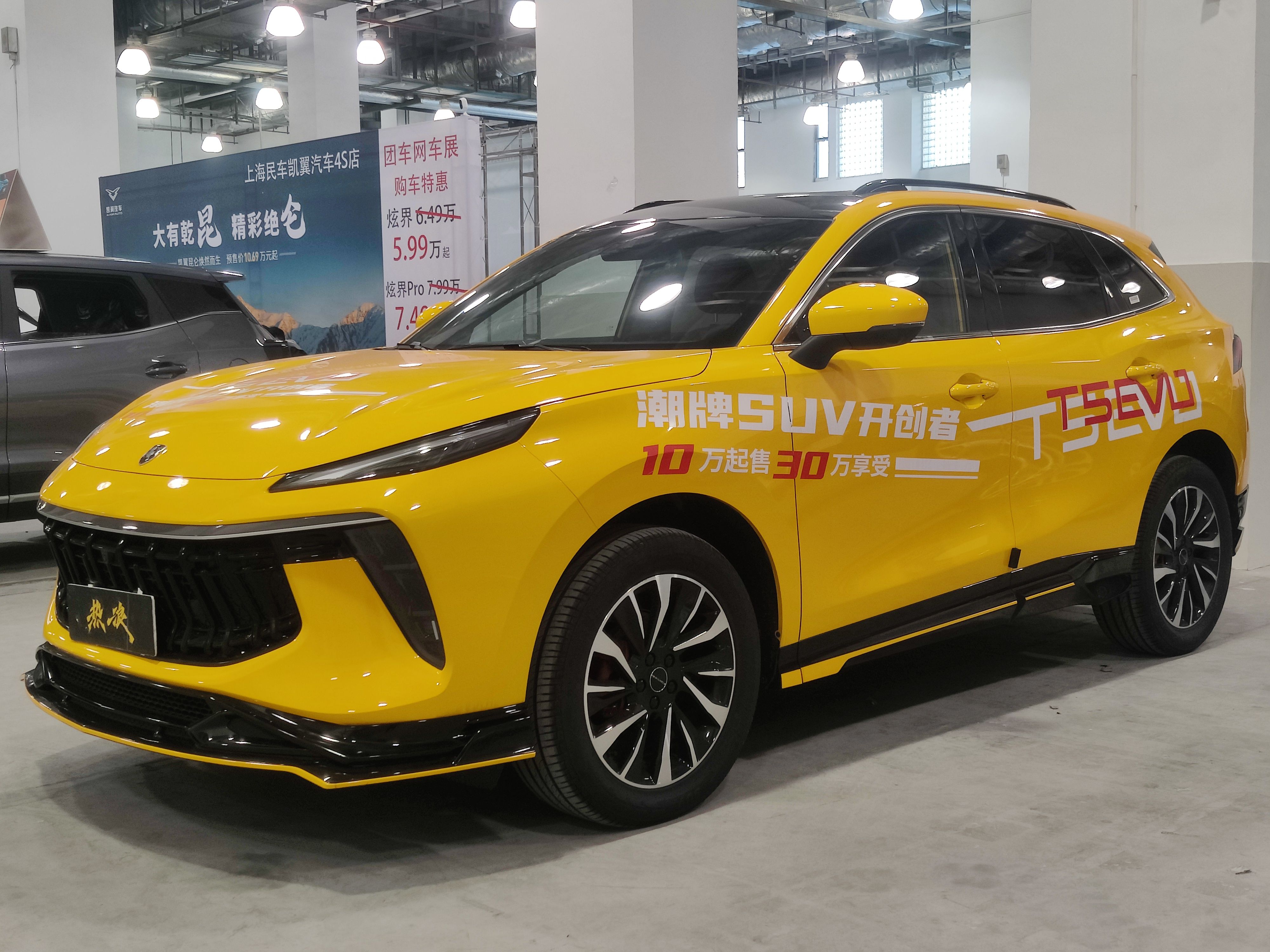
Evolute i-Sky — Forthing T5 EVO
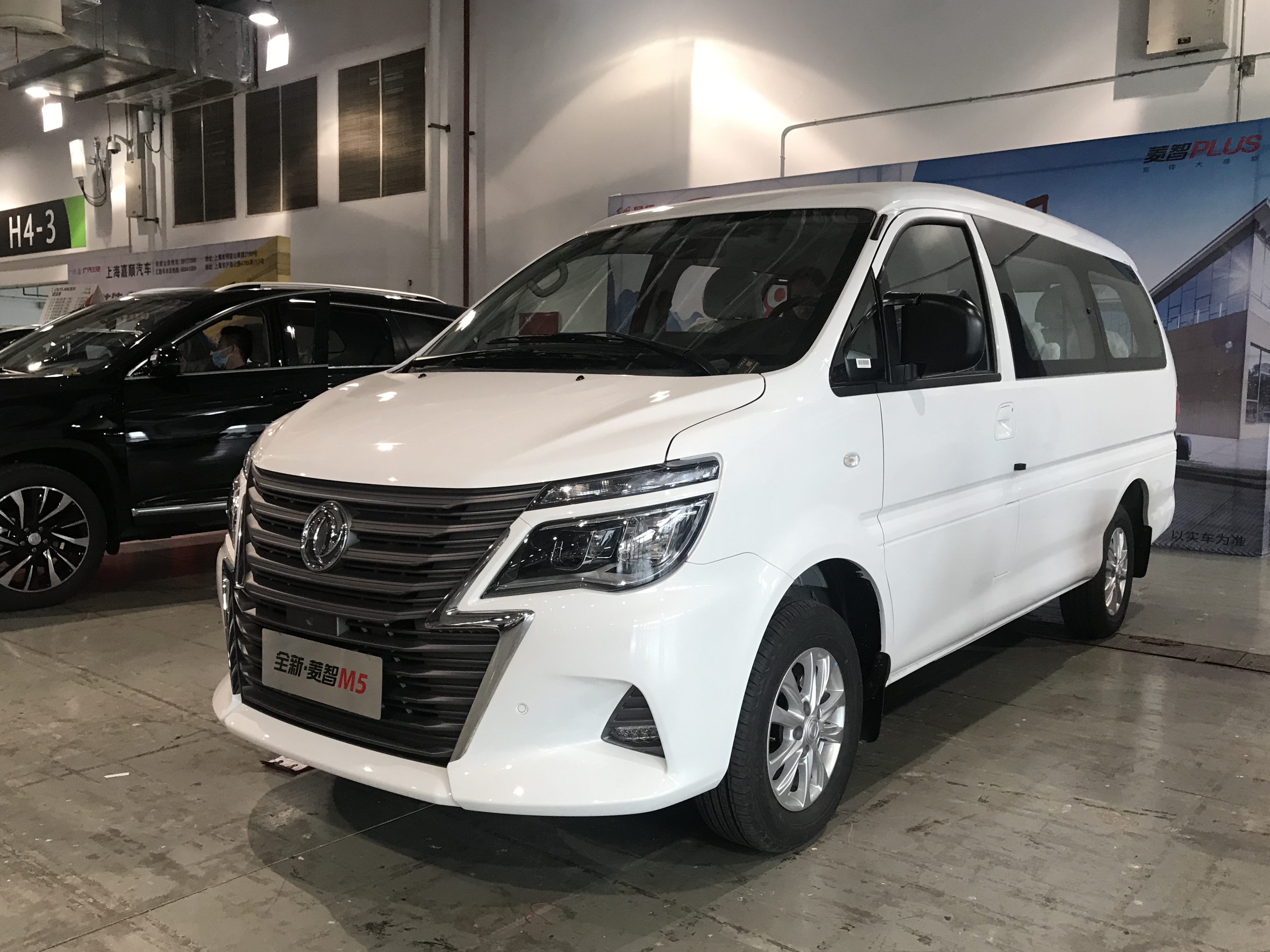
Evolute i-Van — Forthing Lingzhi M5

### Локализация

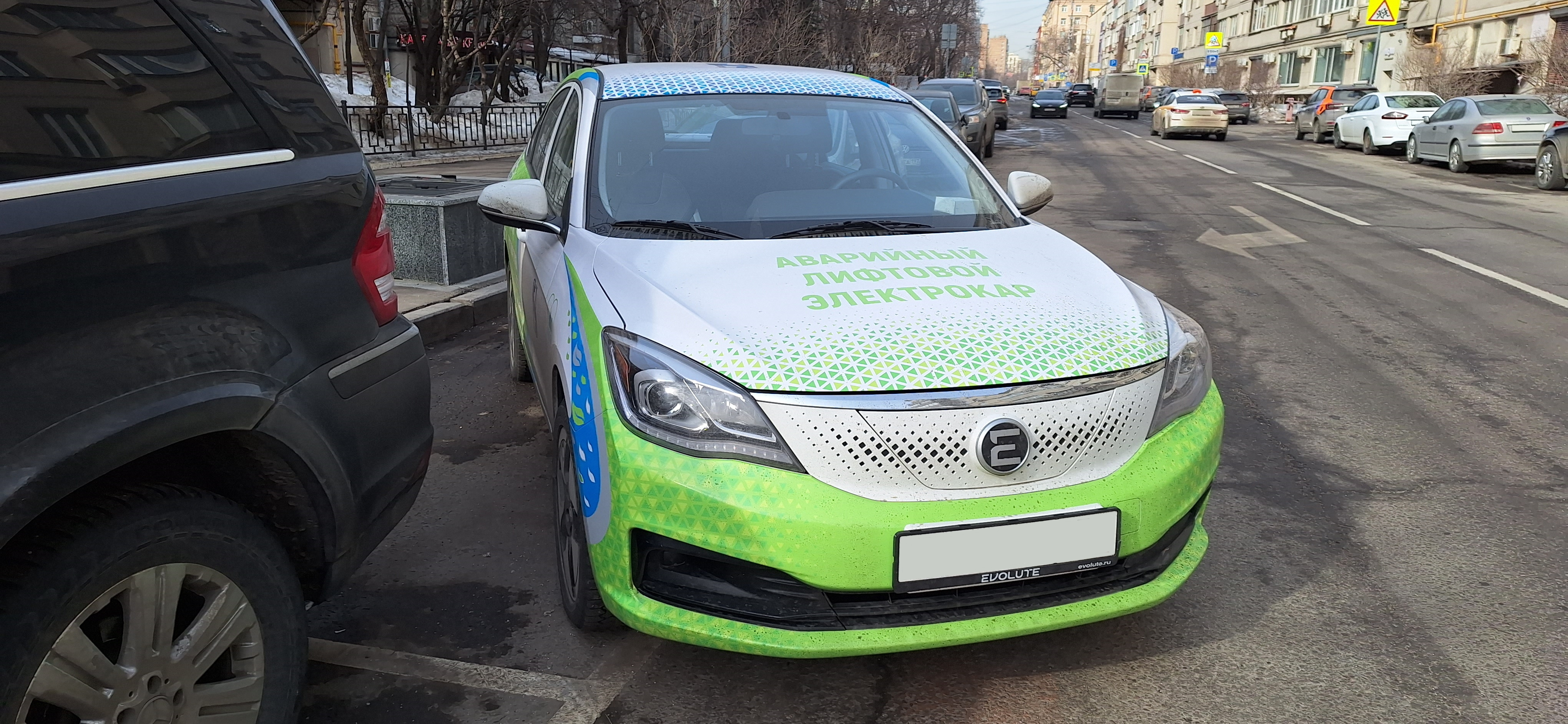
Evolute i-Pro

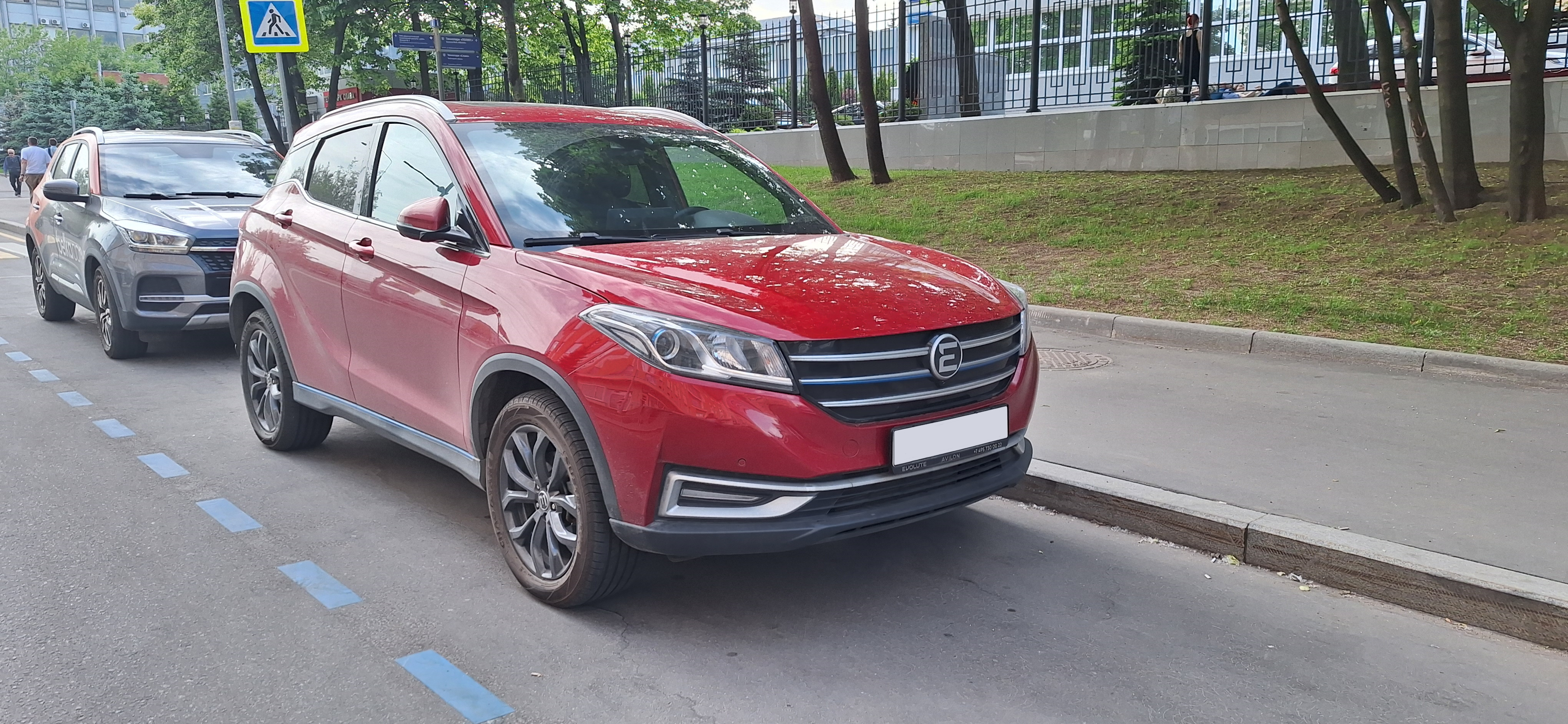
Evolute i-Joy

На 2022 год локализация отсутствует: российские только телематика от МТС и шины от завода Pirelli в России. Хотя на заводе имеются цеха сварки и окраски кузовов, они не задействованы — ведётся лишь крупноузловая сборка: машинокомплекты из Китая поступают на завод, крепятся элементы подвески и колёса, устанавливается батарея и электромотор, прикрепляется бампер и подключается медиасистема — за час завод способен собрать 7 машин. За смену — 50-60. Для выполнения работ достаточно штата в 150 работников.
По планам компании и условиям СПИК заявлено достижение 5000 баллов локализации производства, в том числе: сварка и окраска кузовов — 900 баллов, установка российских батарей — 1000 баллов, инвертора — около 300 баллов, электродвигателей — 500 баллов, организация штамповочного производства из российской стали — 800 баллов.

### Зарядные станции
Под маркой Evolute осуществляется также установка зарядных станций с разъёмами GB/T, CCS2 и Type2.